# Kyitchaungia
Kyitchaungia — рід адапіформних приматів, що жили в Азії в еоцені.